# Sundefossen
Sundefossen er et vandfald i Kvinnherad kommune i Vestland. Højden er opgivet til 567 meter, men tallet er usikkert. Vandføringen i fossen indgår i udbygningen af Mauranger kraftverk.

## Eksterne kilder og henvisninger
- Sundefossen på europeanwaterfalls.com
- Gammelt billede af fossen